# Overbridge River Resort
Overbridge River Resort is een vakantie- en recreatieresort in het district Para in Suriname. Het ligt te zuiden van Paranam en een half uur stroomafwaarts ten opzichte van de Jodensavanne. Het is bereikbaar via de Avobakaweg. Het resort is vernoemd naar de Schot die de plantage Overbridge voorheen oprichtte.
Het heeft een strand aan de Surinamerivier dat kunstmatig werd aangelegd door de ondernemer Henri Wong. Het zand werd naar deze plek aangevoerd. Er staan palmen en pinahutten (hutten die gemaakt zijn van pinapalmen). Overbridge wordt bezocht door dagrecreanten, en vakantiegangers die er huisjes huren.
Nog voor de opening werd door bezoekers etensresten in de rivier gegooid. Dit trok vissen aan, waaronder ook piranha's die een bezoeker een stukje teen afbeten, Hierna zijn ijzeren netten voor het strand in de rivier aangelegd die de bezoekers tegen deze vissoort beschermt. De netten worden regelmatig gecontroleerd door duikers en de stranden worden in de gaten gehouden door lifeguards. Verderop de rivier kan ook veilig gezwommen worden bij een zandbank en daarnaast is er nog een zwembad aangelegd in het resort.

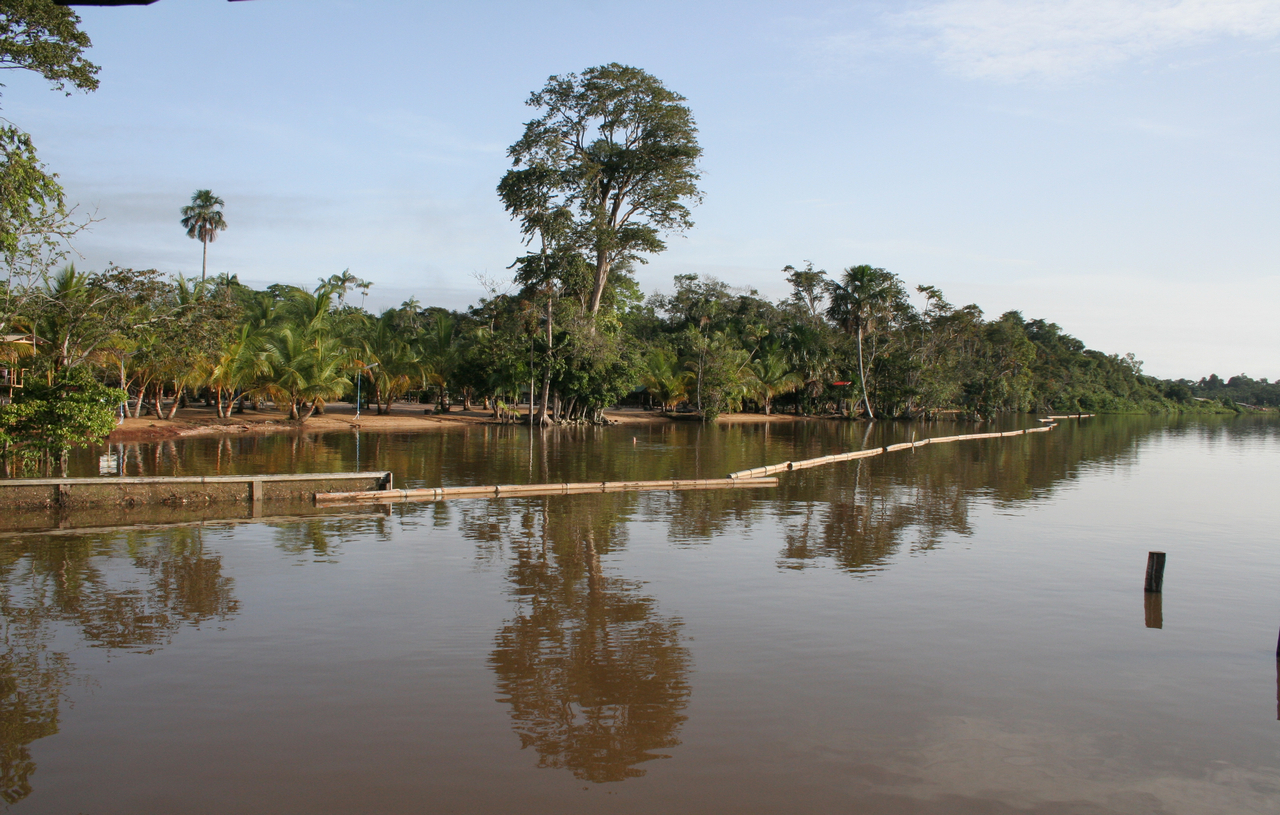
Zicht vanaf de rivier

Vroeger lag hier de plaats Thorarica en werden hier later de plantages Watervliet en Overbridge gevestigd.

## Zie  ook
- Lijst van toeristische resorts in Suriname